# Sande
Sande település Németországban, azon belül Alsó-Szászország tartományban. Lakosainak száma 8699 fő (2023. december 31.). Sande Wilhelmshaven, Friedeburg, Schortens és Zetel községekkel határos.

## Népesség
A település népességének változása:
| Lakosok száma | 8879 | 8904 | 8862 | 8835 | 8570 | 8622 | 8699 |
|               | 2015 | 2016 | 2017 | 2019 | 2021 | 2022 | 2023 |